# Pseudochironomus crassus
Pseudochironomus crassus är en tvåvingeart som beskrevs av Henry Keith Townes, Jr. 1945. Pseudochironomus crassus ingår i släktet Pseudochironomus och familjen fjädermyggor. Inga underarter finns listade i Catalogue of Life.